# Alpinia boninsimensis
Alpinia boninsimensis là một loài thực vật có hoa trong họ Gừng. Loài này được Makino mô tả khoa học đầu tiên năm 1902.